# Diócesis de Garissa
La diócesis de Garissa (en latín: Dioecesis Garissaënsis, en inglés: Roman Catholic Diocese of Garissa y en suajili: Jimbo Katoliki la Garissa) es una circunscripción eclesiástica de la Iglesia católica en Kenia. Se trata de una diócesis latina, sufragánea de la arquidiócesis de Mombasa. Desde el 7 de enero de 2012 su obispo es George Muthaka, de la Orden de los Hermanos Menores Capuchinos.

## Territorio y organización
La diócesis tiene 142 702 km² y extiende su jurisdicción sobre los fieles católicos de rito latino residentes en los condados de Garissa, Mandera, Wajir y parte del de Río Tana.
La sede de la diócesis se encuentra en la ciudad de Garissa, en donde se halla la Catedral de Nuestra Señora de la Consolación.
En 2019 en la diócesis existían 7 parroquias.

## Historia
La prefectura apostólica de Garissa fue erigida el 9 de diciembre de 1976 con la bula Sacrosancta Christi del papa Pablo VI, obteniendo el territorio de las diócesis de Mombasa (hoy arquidiócesis) y Meru.
El 3 de febrero de 1984 la prefectura apostólica fue elevada a diócesis con la bula Quandoquidem del papa Juan Pablo II.
Originalmente sufragánea de la arquidiócesis de Nairobi, el 21 de mayo de 1990 pasó a formar parte de la provincia eclesiástica de Mombasa.
El 2 de junio de 2000 cedió una parte del territorio para la erección de la diócesis de Malindi mediante la bula Ad provehendam del papa Juan Pablo II.
El domingo 1 de julio de 2012, un comando armado con granadas de mano atacó la catedral y otra iglesia en Garissa, matando al menos a dieciséis e hiriendo a decenas.

## Estadísticas
Según el Anuario Pontificio 2020 la diócesis tenía a fines de 2019 un total de 6911 fieles bautizados.
| Año                                                                             | Población            | Población | Población      | Sacerdotes | Sacerdotes    | Sacerdotes    | Bautizados por sacerdote | Diáconos permanentes | Religiosos | Religiosos | Parroquias |
| Año                                                                             | Bautizados católicos | Total     | % de católicos | Total      | Clero secular | Clero regular | Bautizados por sacerdote | Diáconos permanentes | Varones    | Mujeres    | Parroquias |
| ------------------------------------------------------------------------------- | -------------------- | --------- | -------------- | ---------- | ------------- | ------------- | ------------------------ | -------------------- | ---------- | ---------- | ---------- |
| 1980                                                                            | 7500                 | 360 000   | 2.1            | 17         | 1             | 16            | 441                      | 1                    | 18         | 11         | 7          |
| 1990                                                                            | 17 600               | 534 000   | 3.3            | 14         | 1             | 13            | 1257                     |                      | 16         | 23         | 10         |
| 1999                                                                            | 24 000               | 600 000   | 4.0            | 24         | 3             | 21            | 1000                     |                      | 29         | 22         | 11         |
| 2000                                                                            | 9000                 | 961 000   | 0.9            | 11         | 2             | 9             | 818                      |                      | 17         | 11         | 6          |
| 2001                                                                            | 7000                 | 700 000   | 1.0            | 8          |               | 8             | 875                      |                      | 13         | 15         | 5          |
| 2002                                                                            | 7000                 | 700 000   | 1.0            | 11         | 2             | 9             | 636                      |                      | 12         | 15         | 5          |
| 2003                                                                            | 7000                 | 700 000   | 1.0            | 12         | 2             | 10            | 583                      |                      | 13         | 15         | 5          |
| 2004                                                                            | 7000                 | 700 000   | 1.0            | 10         | 2             | 8             | 700                      |                      | 10         | 15         | 5          |
| 2006                                                                            | 6690                 | 729 000   | 0.9            | 14         | 5             | 9             | 477                      |                      | 11         | 13         | 6          |
| 2013                                                                            | 9000                 | 886 000   | 1.0            | 17         | 7             | 10            | 529                      |                      | 12         | 17         | 6          |
| 2016                                                                            | 9000                 | 948 000   | 0.9            | 14         | 8             | 6             | 642                      |                      | 6          | 14         | 6          |
| 2019                                                                            | 6911                 | 1 028 545 | 0.7            | 17         | 8             | 9             | 406                      |                      | 9          | 15         | 7          |
| Fuente: Catholic-Hierarchy, que a su vez toma los datos del Anuario Pontificio. |                      |           |                |            |               |               |                          |                      |            |            |            |

## Episcopologio
- Leo White, O.F.M.Cap. † (9 de diciembre de 1976-1984 renunció)
- Paul Darmanin, O.F.M.Cap. (3 de febrero de 1984-8 de diciembre de 2015 retirado)
- Joseph Alessandro, O.F.M.Cap. (8 de diciembre de 2015 por sucesión-17 de febrero de 2022 retirado)
- George Muthaka, O.F.M.Cap., desde el 17 de febrero de 2022